# Nerviozzo
Eduardo José Sánchez, artísticamente conocido como Nerviozzo o el hombre temah (Fuenlabrada, 21 de septiembre de 1978) es un MC y productor español. Fue miembro del grupo Duo Kie junto a Locus Amenus y a Dj Yulian.

## Biografía
Nació en Fuenlabrada (Madrid) el 21 de septiembre de 1978.
Nerviozzo comienza su andadura editando una maqueta en 1995 con el nombre de «3 O'Jazz» y al año siguiente con mejores medios edita la cinta Otanisesah que tuvo una gran repercusión en la escena de la época. Dos años más tarde edita su primer trabajo en CD por medio de Eurostudio 17, llamado El hombre temah con colaboraciones de SFDK y Nach. 
En el año 1998 crea junto a Locus Amenus el grupo Nerviozzo + Locus, sacando un LP La famosa 12/13, que cuenta con la colaboración de Tone (MC).
El segundo LP de Duo Kie implicó un cambio de compañía discográfica hacia Proyecto Hombre Records. El nombre de este disco fue Non freno y de él cabe destacar colaboraciones de grupos fuera del movimiento hip-hop como el grupo español de rock Hamlet.
Con un nuevo cambio de compañía discográfica continuó la carrera del grupo. En este caso la elegida fue Avoid, pero hasta el último momento estaba planeado su fichaje por Bombos Records, la compañía dirigida por El Chojin. Una vez afincados en su nueva casa publicaron un maxi titulado Hoy no, adelanto de su tercer disco Barroco. Este disco está planteado como una sesión continua de hardcore ya que no hay pausa entre los temas y están enlazados uno tras otro, como hacía Busta Rhymes en sus primeros discos.
Sacaron el LP 21 centímetros precedido de un maxi —En el club con 50 céntimos—, donde se encuentra una canción en la que participan 14 MC's españoles.
En mayo de 2011 sacan el nuevo LP De cerebri mortis con el que sacaron un corto llamado Bendita masacre, precedido por unos teasers.
En abril de 2013 sacan un nuevo LP: Inferno.
Realizó nueve videoclips: Nosotros lo hicimos, Yeah, Triste pero cierto —extraído del DVD Kie—, Orgullo, Quién se apunta, Charlie Sheen, Sonríe y que se jodan, Las de perder y Jamás pedimos fama —con Swan Fyahbwoy, de su disco en solitario: Colapso Nerviozzo—; dos cortos en el DVD Kie, Bendita Masacre y un vídeo, La hebilla de la paliza.
Para celebrar sus 20 años en el micrófono, planteó la salida de su segundo disco en solitario a través de micromecenazgo recaudando  26 084 euros, un 200 % más que el mínimo para realizar el proyecto. El disco llevó por nombre Colapso Nerviozzo y en teoría solamente se harían el número de copias pedidas en las opciones del proyecto. Al final el proyecto tuvo un problema ya que un gran porcentaje del dinero le resultó embargado al artista por hacienda. Incluso se reunió una plataforma de afectados. Nerviozzo por su parte terminó liberando el disco con grandes retrasos y dijo que realizaría envíos de manera escalonada a los fans, cosa que finalmente solo se hizo en una pequeña parte, dejando a la gran mayoría sin disco ni recompensas
En la actualidad, Nerviozzo ha vuelto a realizar discos de su particular estilo crudo y hardcore con el MC Blacka, en un grupo llamado K.Libre.50

## Discografía

### En solitario
- 3 O´Jazz (maqueta, 1995)
- Otanisessah (maqueta, 1996)
- "El hombre Temah (LP, EuroStudio17, 1997)
- Colapso Nerviozzo (LP, 2015)

### Con Duo Kie
- 2000 y pico (Maxi, EuroStudio17, 1999) —Como Nerviozzo + Locus Amenus—
- La famosa 12/13 (LP, EuroStudio17, 2000)
- Non freno (LP, Es Tao ChunGo Records, 2002)
- Hoy no (Maxi, Avoid, 2004)
- Barroco (LP, Avoid, 2004)
- En El Club Con 50 Céntimos (maxi, 2006)
- 21 Centímetros (LP, BoaCor, 2008)
- Tremenda vendeta (maxi, BoaCor, 2010)
- De cerebri mortis (LP, 2011)
- Inferno (LP, Boa, 2013)

### K.Libre.50
- Rap Crudo (Single 2018)
- Pain como deporte (Single 2017)
- Estas son nuestras armas (Single 2017)
- Vale la pena (Single 2017)
- Napalm (Single 2019)
- Pa que correr (Single 2019)
- #ZonaZero (Single 2020)

## Colaboraciones

### Con Duo Kie
- El Debut con El Puto Coke (1999)
- Diamante en bruto con AltoPakto (2004)
- Kompetición II con Bombos Records (2004)
- GTA MADRID con El Chojin (2007)
- Ahorrate el psicólogo con Estado Mental (2007)
- No nos cogereis vivo II con El Chojin (2008)
- De puertas para adentro con A3Bandas (Galería de héroes, 2008)
- El último hombre furioso (remix) con Dremen (2011)
- Rap vs. Racismo con El Chojin (2011)
- Caos (con Kantz) con Dremen (2013)
- R.A.P. con Legendario y Puto Largo (2013)
- Hardcore con Shotta (2014)

### En solitario
- La patrulla estilo con Nach (SFDK, 1997)
- Say what you say con Big Will (2012)
- Plato único con Rapvívoros (2012)
- Caeréis con Delahoja (2012)
- Que no falte de na con Legendario, Hijo Pródigo y Zatu (2013)